# Bengkulu
Bengkulu er en provins i Indonesien, beliggende på den sydvestlige del af øen Sumatra. Provinsen har et areal på 21.168 km2 og er beboet af ca. 1.564.000 indbyggere. Hovedstaden og den største by er Bengkulu by.
Bengkulu grænser op til de øvrige provinser Vestsumatra, Jambi, Sydsumatra og Lampung.
3°48′S 102°15′Ø / 3.800°S 102.250°Ø